# Département de Bakel
Le département de Bakel est l'un des 46 départements du Sénégal et l'un des 4 départements de la région de Tambacounda, dans l'est du pays.

## Administration
Son chef-lieu est la ville de Bakel.
Les arrondissements sont :
- Arrondissement de Bélé, créé en 2008
- Arrondissement de Kéniaba
- Arrondissement de Moudéry

Le département compte trois communes :
- Bakel
- Diawara
- Kidira, créée en 2008

## Histoire
Le ressort territorial du département et son chef-lieu ont été fixés par décret le 21 février 2002. En 2008 il y a été un redécoupage de la Région de Tambacounda. Le département de Goudiry est créé par découpage du département de Bakel.

## Géographie
Le département est un peu isolé du fait de sa position géographique excentrée, proche à la fois de la Mauritanie et du Mali.
Trois grandes unités géomorphologiques recouvrent le territoire du département : 
- les plateaux du continental terminal (correspondant aux 2/3 Ouest du département),
- la zone de socle (correspondant au tiers Est du Département)
- les alluvions des vallées du Sénégal et de la Falémé (à la frontière Est du Département). Ces grandes unités déterminent de façon très nette les potentialités de mise en valeur du Département.

### Population
Lors du recensement de décembre 2002, la population était de 192 522 habitants. En 2005, elle était estimée à 215 680 personnes.